# Eriococcus salicis
Eriococcus salicis är en insektsart som beskrevs av Borchsenius 1938. Eriococcus salicis ingår i släktet Eriococcus och familjen filtsköldlöss. Inga underarter finns listade i Catalogue of Life.